# Bharata Natyam

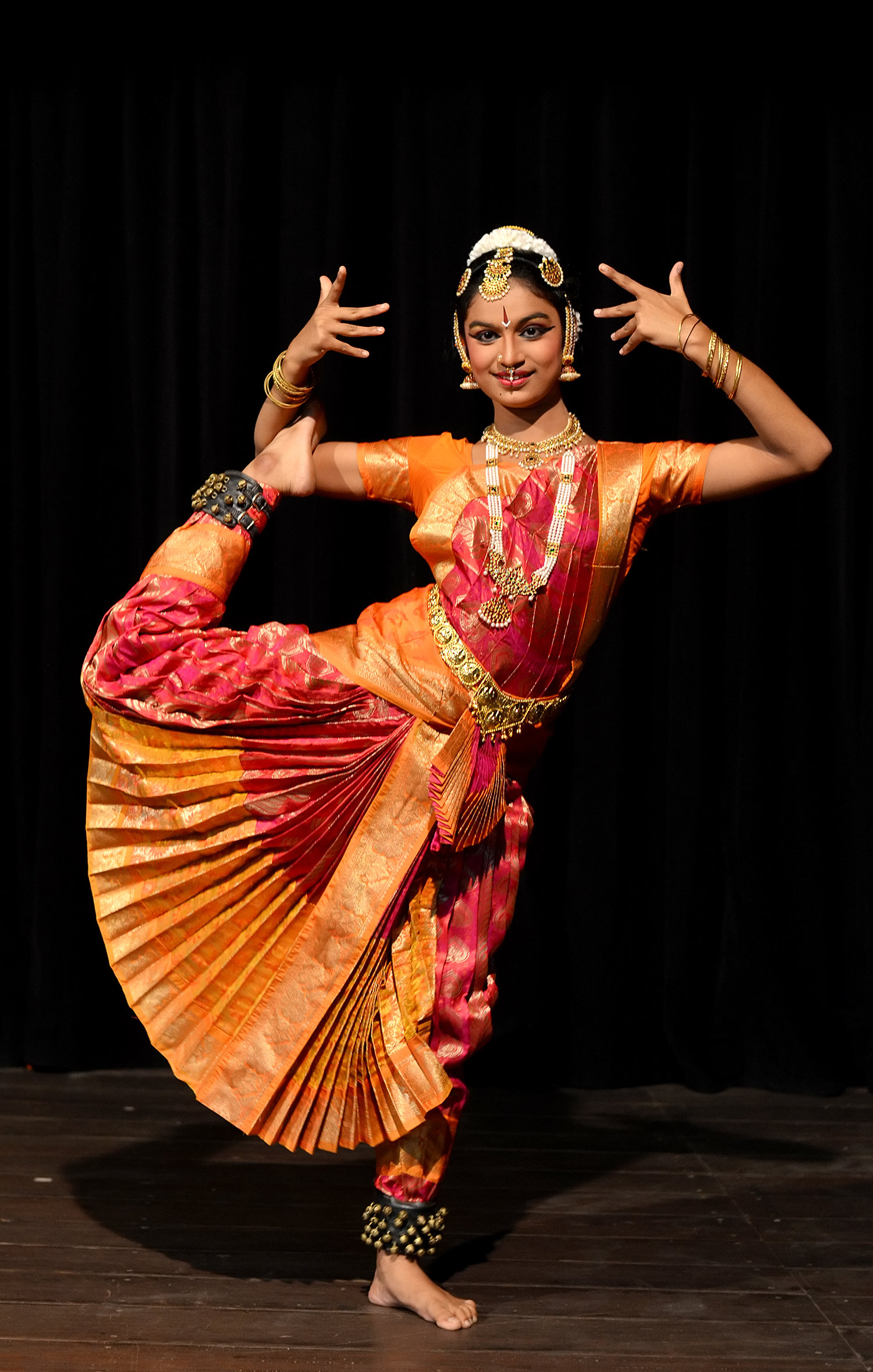
Điệu múa Bharatanatyam

Bharata Natyam (tiếng Tamil: பரதநாட்டியம்) cũng viết Bharatanatyam, là một điệu múa cổ điển Ấn Độ có nguồn gốc từ các ngôi đền ở Tamil Nadu. Hình thức múa này biểu thị việc dựng lại các điệu múa khác nhau của thế kỷ 19 và 20 của điệu múa Sadir, nghệ thuật của các vũ công ngôi đền gọi là Devadasis. Nó được mô tả trong luận Natya Shastra bởi Bharata khoảng đầu Công nguyên. Bharata Natyam được biết đến với ân sủng, sự tinh khiết, dịu dàng, biểu hiện của nó và những tư thế như pho tượng. Thần Shiva được coi là vị thần của hình thức múa này. Ngày nay, nó là một trong những điệu múa phổ biến nhất và được thực hiện rộng rãi và được thực hiện bởi các vũ công nam và nữ trên khắp thế giới. 